# El astronauta caído
El astronauta caído (en inglés: Fallen Astronaut) es una escultura de aluminio de 8,5 cm de alto de un astronauta con traje espacial. Es obra del artista belga Paul Van Hoeydonck. Se trata de la única obra de arte realizada con el propósito de permanecer en la Luna. Se podría argumentar que hay otros objetos que se quedaron allí, como las banderas de Estados Unidos y la Unión Soviética, o las placas lunares de los módulos del programa Apolo, pero no era su principal cometido.
En 1971, El astronauta caído fue colocado en la Luna por la tripulación del Apolo 15 junto con una placa que muestra los nombres ordenados alfabéticamente de ocho astronautas y seis cosmonautas que fallecieron en misiones o durante entrenamientos.
- Theodore Freeman  (31 de octubre de 1964, accidente aéreo)[2]
- Charles Bassett  (28 de febrero de 1966, accidente aéreo)[3]
- Elliott See  (28 de febrero de 1966, accidente aéreo)[3]
- Gus Grissom  (27 de enero de 1967, incendio del Apolo 1)[4]
- Roger Chaffee  (27 de enero de 1967, incendio del Apolo 1)[4]
- Edward White  (27 de enero de 1967, incendio del Apolo 1)[4]
- Vladímir Komarov  (24 de abril de 1967, fallo del paracaídas en la reentrada)[5]
- Edward Givens  (6 de junio de 1967 accidente automovilístico)[6]
- Clifton Williams  (5 de octubre de 1967, accidente aéreo)[7]
- Yuri Gagarin  (27 de marzo de 1968, accidente aéreo)[8]
- Pavel Belyayev  (10 de enero de 1970, enfermedad)[9]
- Gueorgui Dobrovolski   (30 de junio de 1971, fallo de presurización en la reentrada)[10]
- Viktor Patsayev   (30 de junio de 1971, fallo de presurización en la reentrada)[10]
- Vladislav Vólkov   (30 de junio de 1971, fallo de presurización en la reentrada)[10]